# Hope World
《Hope World》는 2018년 3월 2일에 발매된 대한민국의 보이그룹 방탄소년단의 멤버 제이홉의 믹스테이프이다. 제이홉의 첫 정규 음반 Jack In The Box 발매 당시 정규 음원으로 재발매되었다. 이 음반의 타이틀곡은 《Daydream (백일몽)》이다.

## 곡 목록
| #            | 제목                                    | 작사·작곡               | 프로듀서           | 재생 시간 |
| ------------ | --------------------------------------- | ----------------------- | ------------------ | --------- |
| 1.           | 〈Hope World〉                          | Docskim 제이홉          | Docskim            | 3:24      |
| 2.           | 〈P.O.P (Piece of Peace) Pt. 1〉        | 제이홉 Pdogg            | 제이홉 Pdogg       | 3:02      |
| 3.           | 〈Daydream (백일몽)〉                   | Pdogg 제이홉            | Pdogg              | 3:48      |
| 4.           | 〈Base Line〉                           | 제이홉 Supreme Boi      | 제이홉 Supreme Boi | 1:29      |
| 5.           | 〈항상 (HANGSANG)〉 (feat. Supreme Boi) | Supreme Boi 제이홉      | Supreme Boi        | 3:49      |
| 6.           | 〈Airplane〉                            | 제이홉 Supreme Boi      | 제이홉 Supreme Boi | 3:17      |
| 7.           | 〈Blue Side (Outro)〉                   | Hiss Noise ADORA 제이홉 | Hiss Noise ADORA   | 1:30      |
| 총 재생 시간 | 총 재생 시간                            | 총 재생 시간            | 총 재생 시간       | 20:25     |

## 평가
<이즘>의 김도헌은 음반에 5점 만점에 2.5점을 주었다. 그는 음반이 "한 명의 아티스트로의 역량 만개보단 '나도 할 수 있다'를 보여준 쪽에 가깝다"고 평했다.
<롤링 스톤 인디아>의 루 바트는 음반이 "내면으로부터의 치유를 이끌어내고 미래에 대한 자신의 결정을 믿도록 도와준다"고 평했다.

## 차트

### 주간 차트
| 차트 (2018)                          | 최고 순위 |
| ------------------------------------ | --------- |
| 오스트레일리아 앨범 (ARIA)           | 13        |
| 오스트리아 앨범 (Ö3 오스트리아)      | 25        |
| 캐나디안 앨범 (빌보드)               | 35        |
| 네덜란드 앨범 (메하하르츠)           | 34        |
| 핀란드 앨범 (수오멘 비랄리넨 리스타) | 20        |
| 프랑스 앨범 (SNEP)                   | 160       |
| 일본 핫 앨범 (빌보드 재팬)           | 13        |
| 뉴질랜드 앨범 (레코디드 뮤직 NZ)     | 23        |
| 노르웨이 앨범 (VG-리스타)            | 14        |
| 스페인 앨범 (PROMUSICAE)             | 62        |
| 스웨덴 앨범 (스베리예토프리스탄)     | 30        |
| 미국 빌보드 200                      | 38        |
| 미국 탑 랩 앨범 (빌보드)             | 19        |
| 미국 월드 앨범 (빌보드)              | 1         |

### 연말 차트
| 차트 (2018)             | 성적 |
| ----------------------- | ---- |
| 미국 월드 앨범 (빌보드) | 5    |